# Estación Las Vegas
Las Vegas fue una estación ferroviaria que formó parte de la línea del Ferrocarril Santiago-Valparaíso de la Empresa de los Ferrocarriles del Estado que unió a las ciudades de Santiago con Valparaíso. Actualmente se encuentra suprimida.

## Historia
En 1864 comienza la construcción del ramal Llay Llay-Los Andes diseñada por el ingeniero Guillermo O. Barree, siendo la cabecera de esta red la estación Las Vegas. El tramo entre Las Vegas y San Felipe fue inaugurado el 25 de junio de 1871. y luego hasta la estación Los Andes en 1874
A 1929, la estación es considerada como una "estación moderna de concreto armado", contando con cubiertas de andenes de concreto.
Cerca del año 1952, se construyó un desvío entre la estación Llay Llay y la estación Chagres, lo que permitió suprimir la estación Las Vegas. La estación seguía abierta para agosto de 1958, sin embargo, era considerada como paradero.
Actualmente no operan servicios de pasajeros en esta estación.